# زن کولی
زن کولی (به ایتالیایی: Zingara) یک فیلم ایتالیایی به کارگردانی ماریانو لائورنتی است که در سال ۱۹۶۹ منتشر شد.

## بازیگران
- بابی سولو
- لورتا گوجی
- پیپو فرانکو
- جیجی ردر
- کلودیو گورا
- ماریو پیسو
- لیندا سینی
- اومبرتو دورسی
- ناندا پریماورا
- دادا گالوتی
- آلیشا براندت
- فابیو تستی
- اینیاتسیو لئونه